# Огородня-Гомельский сельсовет
Огородня-Гомельский сельсовет (бел. Агаро́дня-Го́мельскі сельсавет) — упразднённая административно-территориальная единица в составе Добрушского района Гомельской области Беларуси. Административный центр — деревня Огородня Гомельская.

## История
После второго укрупнения БССР с 8 декабря 1926 года сельсовет в составе Добрушского района Гомельского округа БССР. С 4 августа 1927 года в составе Тереховского района. 30 декабря 1927 года сельсовет укрупнен, в его состав вошла территория упраздненного Огородня-Кузьминичского сельсовета, и реорганизован в Огородня-Гомельский национальный русский сельсовет. 
После упразднения окружной системы 26 июля 1930 года в Тереховском районе БССР. В 1935 году реорганизован в белорусский сельсовет. 
С 12 февраля 1935 года в составе восстановленного Добрушского района, с 20 февраля 1938 года — Гомельской области. 16 июля 1954 года к сельсовету присоединена территория упраздненного Хорошевского сельсовета. 
На 1 января 1974 года в составе Огородня-Гомельского сельсовета 4 населённых пункта. 
28 октября 1991 года сельсовет упразднен, территория присоединена к Кормянскому сельсовету.

## Состав
- Огородня Гомельская — деревня